# Samara Weaving

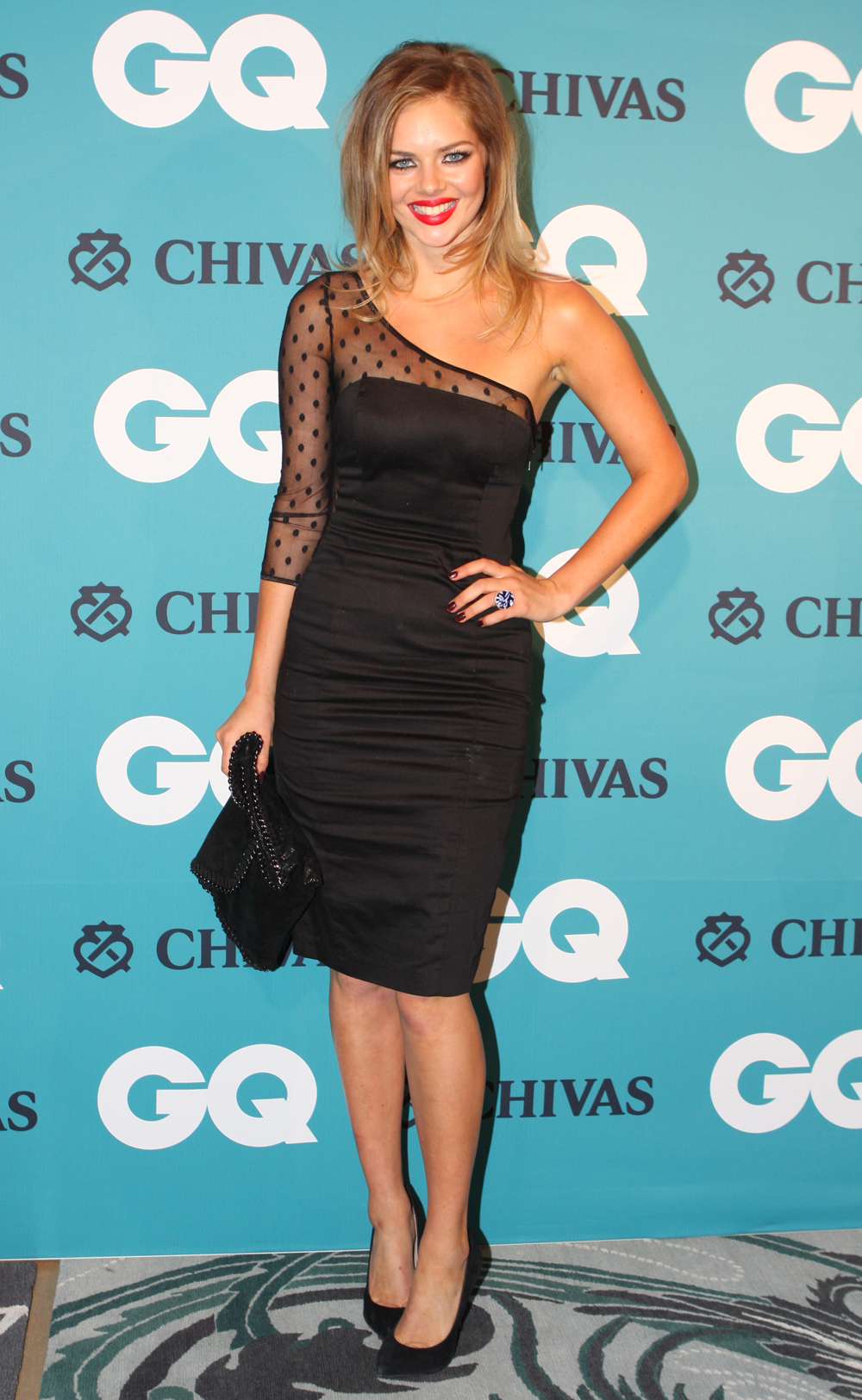
Samara Weaving (2012)

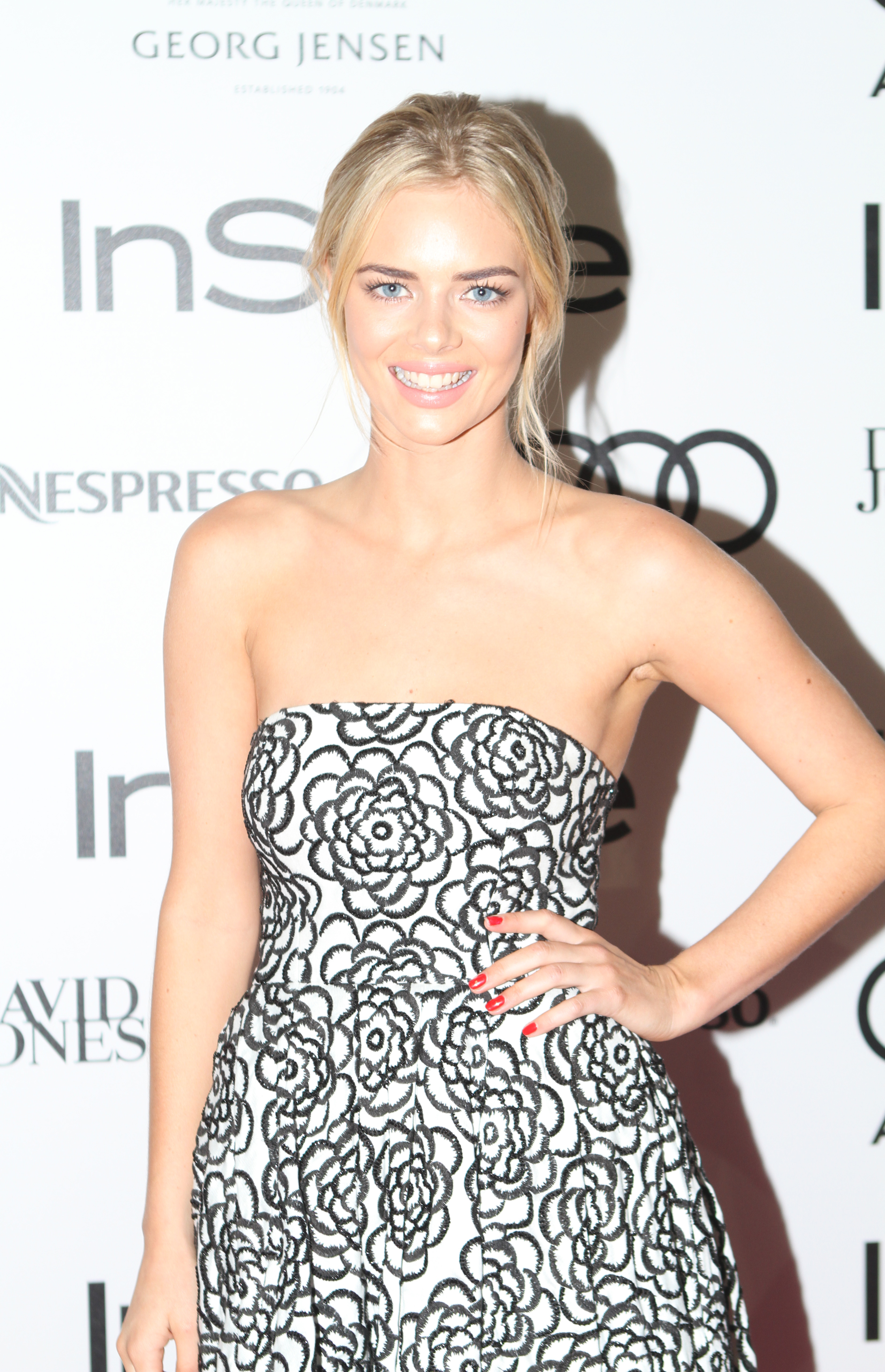
Samara Weaving (2015)

Samara Weaving (ur. 23 lutego 1992 w Adelaide) – australijska aktorka, która wystąpiła m.in. w filmach Trzy billboardy za Ebbing, Missouri, Zabawa w pochowanego i Snake Eyes: Geneza G.I. Joe.

## Filmografia

### Filmy
| Rok  | Tytuł                               | Rola            | Uwagi |
| ---- | ----------------------------------- | --------------- | ----- |
| 2013 | Mystery Road                        | Peggy           |       |
| 2016 | Bad Girl                            | Chloe           |       |
| 2016 | Monster Trucks                      | Brianne         |       |
| 2017 | Korpo                               | Melanie Cross   |       |
| 2017 | Trzy billboardy za Ebbing, Missouri | Penelope        |       |
| 2017 | Opiekunka                           | Bee             |       |
| 2019 | Zabawa w pochowanego                | Grace           |       |
| 2019 | Guns Akimbo                         | Nix             |       |
| 2020 | Wilk na 100%                        | Batty (głos)    |       |
| 2020 | W obronie miłości                   | Georgia         |       |
| 2020 | Bill i Ted ratują wszechświat       | Thea Preston    |       |
| 2020 | Opiekunka: Demoniczna królowa       | Bee             |       |
| 2021 | Snake Eyes: Geneza G.I. Joe         | Scarlett        |       |
| 2022 | Parkingowy                          | Olivia          |       |
| 2022 | Chevalier                           | Marie-Josephine |       |
| 2022 | Babilon                             | Constance Moore |       |
| 2023 | Krzyk VI                            | Laura Crane     |       |
| 2024 | Azrael                              | Azrael          |       |
| 2024 | 200% Wolf                           | Batty (głos)    |       |

### Telewizja
| Rok       | Tytuł                     | Rola             | Uwagi                  |
| --------- | ------------------------- | ---------------- | ---------------------- |
| 2008      | Pod błękitem nieba        | Kirsten Mulroney | telenowela; 48 odc.    |
| 2009–2013 | Zatoka serc               | Indi Walker      | telenowela; w gł. obs. |
| 2015–2016 | Ash kontra martwe zło     | Heather          | 3 odc.                 |
| 2017–2019 | SMILF                     | Nelson Rose      | w gł. obsadzie         |
| 2018      | Piknik pod Wiszącą Skałą  | Irma Leopold     | miniserial             |
| 2020      | Hollywood                 | Claire Wood      | miniserial             |
| 2021      | No Activity               | Sue (głos)       | 5 odc.                 |
| 2021      | Dziewięcioro nieznajomych | Jessica          | miniserial             |